# Josef Kumok
Josef Kumok, rodné jméno Ossip Joseph Kumok, případně Osip Kumok, pseudonymy: Josef Dvořáček, José Kumok, Jerry Prophet,  George Andreani (28. února 1901 Varšava – 2. dubna 1979 Buenos Aires), byl hudební skladatel, autor filmové hudby, klavírista, dirigent a herec. Proslavil se hudbou k přibližně 75 argentinským filmům během zlatého věku argentinské kinematografie v letech 1937 až 1959. Kromě své plodné práce jako skladatel hudby byl ve 40. letech 20. století také dirigentem Orquesta Sinfonica Schenley.

## Život
Narodil se ve Varšavě v rodině ruského hudebníka Hendela Kumoka. Základní hudební vzdělání mu poskytl jeho otec. Poté studoval na konzervatoři v Berlíně u Xavera Sharwenky, ve Vídni a v Praze.
Po skončení první světové války se usadil v Praze, kde pracoval jako režisér a skladatel hudby k 38 filmům, a to v pražských studiích Barrandov a pro  českou pobočku německé společnosti UFA. V roce 1935 složil hudbu k filmu Golem, za což získal cenu.
Jako herec se podílel na filmu Lelíček ve službách Sherlocka Holmesa, kde hrál roli skladatele (kromě toho, že k tomuto filmu složil hudbu).
Do Buenos Aires přijel v roce 1937 (kde přijal jméno George Andreani). Spolupracoval na argentinských i chilských filmech. Pracoval mj. s režiséry: Carlos Hugo Christensen, Arturo García Buhr, Enrique Susini a dalšími. V Chile byl v roce 1946 najat společností Chile Films a složil hudbu k filmům tohoto studia, jako například La dama de la muerte a El diamante del Maharaja, a také pro další nezávislé filmaře.
V Rádiu Splendid.dirigoval velký symfonický orchestr.

## Filmografie (jako hudební skladatel)

### Jako Josef Kumok:
- 1932: Lelíček ve službách Sherlocka Holmesa
- 1932: Načeradec král kibiců
- 1932: Právo na hřích
- 1932: Tisíc za jednu noc
- 1933: Její lékař
- 1933: Madla z cihelny
- 1933: Okénko
- 1933: Rozmary mládí
- 1933: Sejde s očí, sejde s mysli...
- 1934: Dokud máš maminku
- 1934: Grand Hotel Nevada
- 1934: Hudba srdcí
- 1934: Zlatá Kateřina
- 1935: Barbora řádí
- 1935: Pan otec Karafiát
- 1936: Golem
- 1936: Naše XI.
- 1936: Sextánka
- 1937: Děvčátko z venkova
- 1938: Bílá vrána

### Jako George Andreani:
- 1937: Fuera de la ley
- 1938: La chismosa
- 1940: The Englishman of the Bones
- 1941:  White Eagle
- 1941: Embrujo
- 1942: Noche de bodas
- 1942: El gran secreto
- 1942: En el último piso
- 1942: Locos de verano
- 1942: A Light in the Window
- 1942: La novia de primavera
- 1942: Los chicos crecen
- 1943: Safo, historia de una pasión
- 1943: 16 años
- 1944: Se rematan ilusiones
- 1944: La pequeña señora de Pérez
- 1945: Rigoberto
- 1945: La señora de Pérez se divorcia
- 1945: Swan Song
- 1945: Las seis suegras de Barba Azul
- 1946: The Lady of Death
- 1946: The Naked Angel
- 1946: Un beso en la nuca
- 1946: No salgas esta noche
- 1946: Adán y la serpiente
- 1946: Deshojando margaritas
- 1947: La dama del collar
- 1947: Treinta segundos de amor
- 1947: Los verdes paraísos
- 1947: Con el diablo en el cuerpo
- 1948: La locura de don Juan
- 1948: Los secretos del buzón
- 1948: La muerte camina en la lluvia
- 1948: Hoy cumple años mamá
- 1948: Una atrevida aventurita
- 1948: Los pulpos
- 1948: Novio, marido y amante
- 1949: ¿Por qué mintió la cigüeña?
- 1949: La otra y yo
- 1949: Yo no elegí mi vida
- 1949: Miguitas en la cama
- 1949: Morir en su ley
- 1949: The Trap
- 1949: El extraño caso de la mujer asesinada
- 1949: Un pecado por mes
- 1949: Un hombre solo no vale nada
- 1950: Juan Mondiola
- 1950: Valentina
- 1950: ¿Vendrás a medianoche?
- 1950: Arroz con leche
- 1950: Filomena Marturano
- 1951: The Goddess of Rio Beni
- 1950: Cinco locos en la pista
- 1950: Cuando besa mi marido
- 1950: No me digas adiós
- 1950: Abuso de confianza
- 1950: Sacachispas
- 1951: El complejo de Felipe
- 1951: La mujer del león
- 1951: Cartas de amor
- 1951: Reportaje en el infierno
- 1951: Volver a la vida
- 1951: Martín Pescador
- 1951: Una noche cualquiera
- 1951: La comedia inmortal
- 1951: De turno con la muerte
- 1952: Mi hermano Esopo (Historia de un Mateo)
- 1953: El muerto es un vivo
- 1954: Río Turbio
- 1954: María Magdalena
- 1955: El festín de Satanás
- 1955: Marianela
- 1955: Canario rojo
- 1955: Concierto para una lágrima
- 1957: La sombra de Safo
- 1958: Hombres salvajes
- 1959: Culpas ajenas